# Кондратенко Микола Гнатович
Микола Гна́тович Кондрате́нко (рос. Никола́й Игна́тович Кондрате́нко, 16 лютого 1940 — 23 листопада 2013 ) — російський державний і політичний діяч, член Ради Федерації, колишній губернатор Краснодарського краю, депутат Державної думи четвертого скликання, Герой Праці Кубані (2002).

## Біографія
Народився 16 лютого 1940 у станиці Пластуновській Дінський район Краснодарського краю.
Закінчив Кубанський сільськогосподарський інститут (м. Краснодар) в 1966 році, був кандидатом сільськогосподарських наук.
Трудову діяльність розпочав прицепщиком у колгоспі. Служив у Радянській Армії. З 1966 року - агроном, згодом - заступник голови колгоспу «Червона зірка».
У 1982 році був призначений генеральним директором Північно-Кавказького об'єднання цукрової промисловості. З 1984 до 1987 - завідувач відділом сільського господарства, потім - другий секретар Краснодарського крайового комітету КПРС. З 1987 по 1990 - голова виконкому Краснодарської крайової Ради народних депутатів.
У 1989 році обраний "народним депутатом СРСР", входив до депутатської групи комуністів і депутатську групу «Союз». У 1990 році обраний народним депутатом і головою Краснодарської крайової Ради, у серпні 1991 рішенням Президії Верховної Ради РРФСР був звільнений з цієї посади у зв'язку з підтримкою спроби «державного перевороту ГКЧП»; проти нього було порушено кримінальну справу за ст. 64 КК РРФСР «За зраду Батьківщині»  (через рік це рішення було визнано неправомірним і скасовано).
Працював директором склотарного заводу ВО «Краснодарскло», генеральним директором підприємства «Резерв-тютюн», заступником директора АТ «Кубаньгазпром», першим заступником генерального директора акціонерного комбінату «Кубань», в об'єднанні «Краснодарголовпостач». Одночасно займався фермерством, читав лекції в Кубанському аграрному університеті. У квітні 1993 року на додаткових виборах був обраний народним депутатом РФ. У грудні 1993 року був обраний до "Ради Федерації", був членом Комітету з аграрної політики.
У грудні 1993 р. Кондратенко за підтримки комуністичних, т.зв. "націонал-патріотичних" і козачих організацій обраний депутатом Ради Федерації. Був членом комітету парламенту з аграрної політики й входив до депутатського об'єднання «Конструктивна співпраця». На початку 1994 р разом з депутатом Держдуми С. Глотовим був одним з організаторів кубанського руху «Отєчєство», до складу якого увійшли комуністичні і "націонал-патріотичні" партії та рухи, що діяли на території краю. У 1994 і 1998 рр. «Вітчизна» отримувала більшість місць у Законодавчих зборах Краснодарського краю.
Володіючи великою популярністю серед населення (у якого збереглися найсприятливіші спогади про період його керівництва краєм) отримав в народних масах шанобливе прізвисько «батько Кіндрат».
У грудні 1996 а переміг на виборах голови адміністрації Краснодарського краю, отримавши підтримку 82% виборців, що брали участь у голосуванні, на виборах був підтриманий КПРФ, НПСР і краснодарської суспільно-політичною організацією «Вітчизна ». З січня 1997 року по січень 2001 а був губернатором Краснодарського краю, за посадою був членом Ради Федерації РФ, де був членом Комітету з бюджету, податкової політики, фінансовому, валютному і митному регулюванню, банківської діяльності. У 2000 році відмовився від участі у виборах.
З січня 2001 року по грудень 2003 рік а - представник у Раді Федерації РФ від адміністрації Краснодарського краю, член Комітету Ради Федерації з аграрно-продовольчої політики.
7 грудня 2003 року був обраний до Державну думу РФ 4-го скликання за списком виборчого об'єднання КПРФ, був членом фракції КПРФ, членом Комітету з аграрних питань.
У 2005, поряд з низкою російських діячів, підписався під листом 5000.
З 30 січня 2008 року й до смерті знову був членом Ради Федерації, де представляв Законодавчі збори Краснодарського краю.
Передчасно пішов з життя після важкої хвороби, за офіційною версією - раку шлунку.
У 1997 році саме позиція Кондратенка з питання територіальної приналежності стратегічного для України острову Тузла в Керченській протоці дозволила українській владі остаточно закріпити за собою цю землю. У своїх інтерв'ю Кондратенко однозначно висловився проти яких би то не було територіальних претензій до України. «Не може бути прощення за дії, які можуть призвести до чергового міждержавних конфліктів, до братовбивчих воєн!» - Заявив губернатор. Головне, за його словами, "щоб там бази НАТО не було".
У 1999 році ініціював відкриття в Краснодарі повпредства Ічкерії і вів миролюбну політику у відносинах з лідером сепаратистів А. Масхадовим. Ічкерійськими постпредство була закрита тільки після викрадення в його стінах сина краснодарського бізнесмена, неодноразово бував на економічних переговорах в Грозному, А.Безбогіна.
У 2005 року він виступав проти санкцій щодо Молдови, назвавши політику влади «ударами по шлункам».
Кондратенко передбачив багато ідей, які буде просувати в пост'єльцинське політичне життя В. Путін: наприклад, створення "Патріотичного союзу молоді" (патсомолу) - предтечі руху «Наші» і регіонального партійного блоку «Батьківщина» - аналогу «Єдіної Росії»